# Giorgi Meşvildişvili
Giorgi Meşvildişvili (también escrito como Giorgi Meshvildishvili; en georgiano: გიორგი მეშვილდიშვილი; Tiflis, 13 de mayo de 1992) es un deportista azerbaiyano de origen georgiano que compite en lucha libre.
Participó en los Juegos Olímpicos de París 2024, obteniendo una medalla de bronce en la categoría de 125 kg. Ganó tres medallas en el Campeonato Europeo de Lucha entre los años 2023 y 2025.

## Palmarés internacional
| Juegos Olímpicos   | Juegos Olímpicos        | Juegos Olímpicos  | Juegos Olímpicos |
| Año                | Lugar                   | Medalla           | Categoría        |
| ------------------ | ----------------------- | ----------------- | ---------------- |
| 2024               | París (Francia)         | Medalla de bronce | 125 kg           |
| Campeonato Europeo |                         |                   |                  |
| Año                | Lugar                   | Medalla           | Categoría        |
| 2023               | Zagreb (Croacia)        | Medalla de bronce | 125 kg           |
| 2024               | Bucarest (Rumania)      | Medalla de bronce | 125 kg           |
| 2025               | Bratislava (Eslovaquia) | Medalla de oro    | 125 kg           |